# Mantophasma zephyra
Mantophasma zephyra (лат.) — вид африканских мантофазмид (Mantophasmatodea) из отряда тараканосверчков. Эндемики Намибии.

## Описание
Длина около 2 см. Тело зеленое с жёлтыми латеральными полосками (при первоначальном описании был указан светло-коричневый тип окраски, так как оно было сделано на основании музейного голотипа, более века хранившегося в коллекции). Голова округлая. Нижнечелюстные щупики состоят из 5 члеников, а нижнегубные — из трёх. Усики длинные, нитевидные. Фасеточные глаза слабо выпуклые, оцеллий нет. Между глазами находятся три небольших бугорка (между основаниями усиков выступов нет). Лапки 5-члениковые, светло-коричневые.
На основании одновременно описанных Mantophasma zephyra и вида Mantophasma subsolana (а также ископаемого †Raptophasma kerneggeri) в 2002 году был выделен новый отряд насекомых — Мантофазмиды (ныне в статусе подотряда в составе отряда тараканосверчков).

## Этимология
Так как новый для 2002 года род насекомых был одновременно похож на представителей двух разных отрядов насекомых, то и родовое название Mantophasma было составлено на основе двух слов: mantises (сходство с богомолами, Mantodea) и Phasma, от др.-греч. φάσμα — «привидение», «призрак», «фантом» (сходство с палочниками, Phasmatodea). Видовое название M. zephyra было составлено на основе слова zephyrus (западный ветер). Описание сделали немецкие и датские энтомологи: Оливер Зомпро (Oliver Zompro), Йоахим Адис (Joachim Adis, оба из Max-Planck-Institut für Limnologie, Плён, ФРГ), Клаус Класс (Klaus-D. Klass, Staatliche Naturhistorische Sammlungen, Дрезден, ФРГ) и Нильс Кристенсен (Niels P. Kristensen, Zoological Museum, University of Copenhagen, Копенгаген, Дания).